# Claudin de Sermisy
Claudin de Sermisy, francoski skladatelj, * 1490, † 13. oktober 1562.
1. ↑  Record #118764756 // Gemeinsame Normdatei — 2012—2016.
2. 1 2  data.bnf.fr: platforma za odprte podatke — 2011.
3. ↑  Encyclopædia Britannica
4. ↑  SNAC — 2010.